# ACS Internet BBS
A ACS Internet BBSfoi uma empresa foi fundada em 1995 em São Paulo pelo empresário Eurides dos Santos. No início da internet no Brasil, a ACS disponibilizava conteúdo pelo seu BBS.

## QuakeWorld Master Server
A ACS entrou em contato com o autor do jogo John Carmack da id Software, que gentilmente forneceu o código fonte do Master Server.[carece de fontes?] A ACS se tornou o gerenciador principal de servidores Quake da América Latina.

## Desativação
O custo para manter toda a infra-estrutura e o link com a Embratel se mostrou bem mais alto do que era possível arrecadar com a prestação dos serviços. A ACS Internet BBS foi desativada em meados de 1997. Os usuários puderam optar por uma assinatura dos provedores ZAZ (atualmente Terra) ou UOL com condições especiais.